# Pieve di Santa Maria alla Sovara
La pieve di Santa Maria alla Sovara è un edificio sacro che si trova in località Pieve di Sovara ad Anghiari.
La pieve, ricordata fin dal 1030, sorse probabilmente intorno al IX-X secolo.
L'impianto originario è conservato all'esterno nelle tre belle absidi caratteristiche dell'architettura preromanica dell'aretino e probabilmente anteriori al Mille. Nell'XI-XII secolo fu innalzata la parte absidale e allungata la navata, con l'inserimento di un campanile di cui rimane traccia in facciata. In una seconda e più totale ristrutturazione compiuta tra il 1468 e il 1480 fu ricomposta la facciata e aggiunto il campanile laterale.
L'interno venne ridisegnato secondo il gusto rinascimentale ed articolato in quattro campate con arcate a tutto sesto spartite da colonne in pietra con capitelli compositi e finissime basi attiche.

## Collegamenti esterni

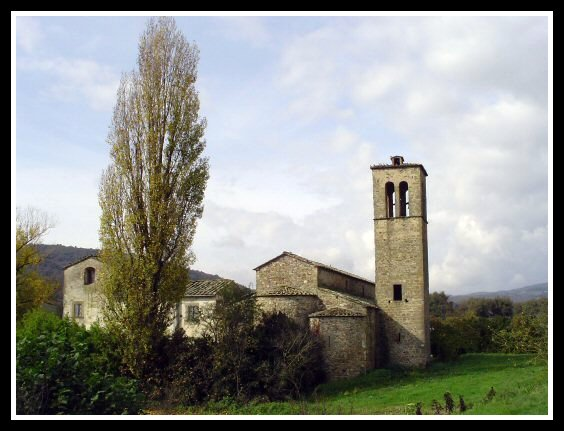
La Pieve

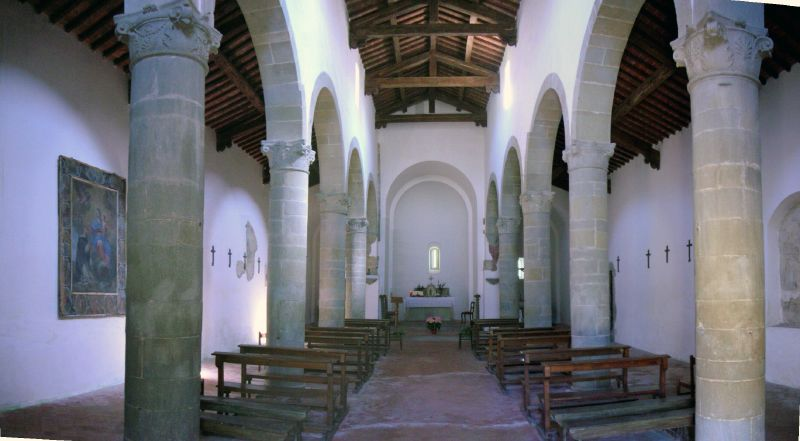
Interno